# Джонні Шофілд
Джонні Шофілд (англ. Johnny Schofield, 8 лютого 1931, Атерстон — 1 листопада 2006, Атерстон) — англійський футболіст, що грав на позиції воротаря.
Виступав, зокрема, за клуб «Бірмінгем Сіті».
Володар Кубка англійської ліги. 

## Ігрова кар'єра
Народився 8 лютого 1931 року в місті Атерстон. Вихованець футбольної школи клубу «Бірмінгем Сіті».
У дорослому футболі дебютував 1949 року виступами за команду «Нанітон Боро». 
Своєю грою за цю команду привернув увагу представників тренерського штабу клубу «Бірмінгем Сіті», до складу якого приєднався 1950 року. Відіграв за команду з Бірмінгема наступні шістнадцять сезонів своєї ігрової кар'єри. За цей час виборов титул володаря Кубка англійської ліги.
Згодом з 1966 по 1969 рік грав у складі команд «Рексем», «Корк Селтік» та «Бромсгроув Роверс».
Завершив ігрову кар'єру у команді «Тамворт», за яку виступав протягом 1970 року.
Помер 1 листопада 2006 року на 76-му році життя у місті Атерстон.

## Титули і досягнення
- Володар Кубка англійської ліги (1):

«Бірмінгем Сіті»: 1962-1963